# Замок Дромоленд

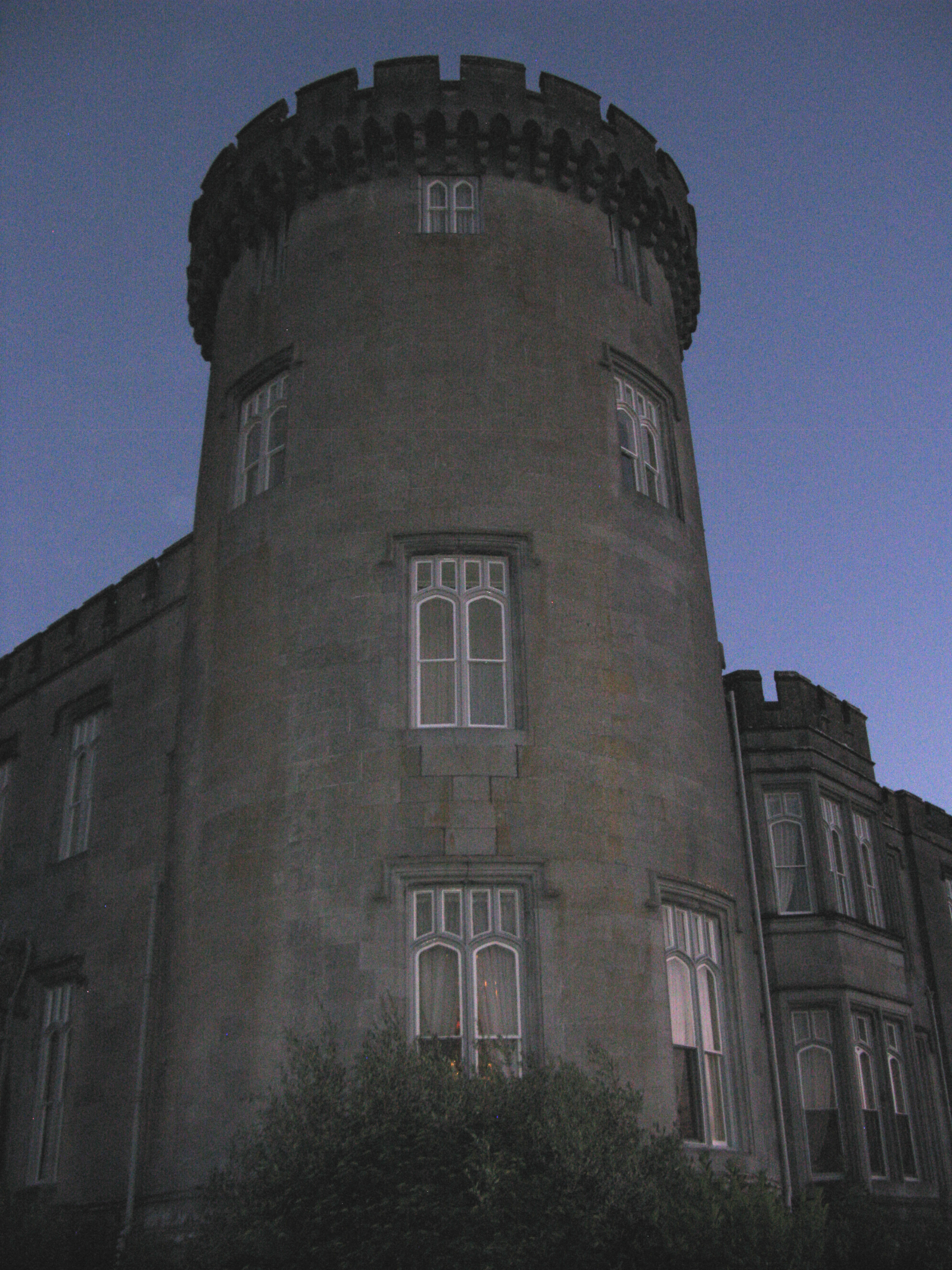
Одна из башен замка Дромоленде.

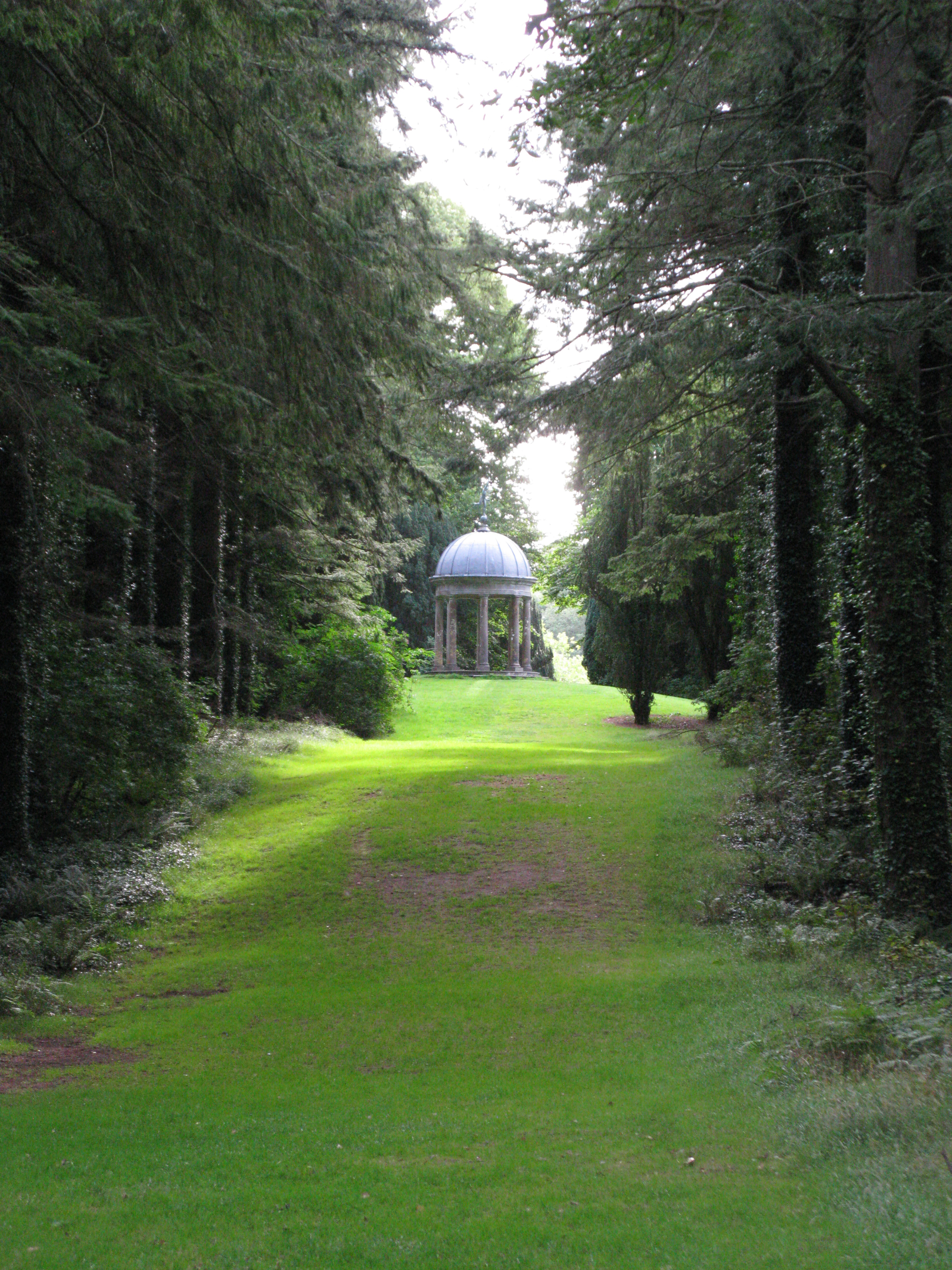
Беседка на холме Таррет-Хилл.

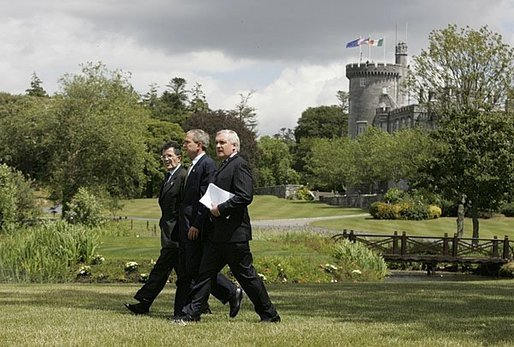
Джордж Буш, Романо Проди и Берти Ахерн в замке Дромоленде.

Замок Дромоленд (англ. Dromoland Castle, ирл. Drom Ólainn) — один из замков Ирландии, расположен в графстве Клэр. Сейчас это пятизвездочный отель с полем для гольфа, расположен возле поселка Ньюмаркет-на-Фергюс. В замке есть ресторан «Граф Томонд», в 1995 году отмеченный наградой «Мишлен» за работу лучшего повара этого ресторана — Жана-Батиста Молинари.
Нынешнее здание замка Дромоленде было завершено в 1835 году. Оно было построено на месте старинного замка, датирующегося XV веком. Этот старинный замок построил Томас — сын Шейна Мак Анергени. Существовало как минимум три замка, в разное время называвшихся замком Дромоленде. В свое время замок Дромоленде был резиденцией восьми поколений вождей клана О'Брайен. Кроме этого, в этом замке жили члены ирландского клана Мак Инерней в XVI веке. Согласно трудов историка Джеймса Фроста название замка Дром Олайнн переводится как «Холм Суда».

## История
В 1551 году замок Дромоленде принадлежал Мурроу О'Брайену. Он был первым вождем ирландского клана, получившим титул графа Томонд от короля Англии Генриха VIII. Мурроу О'Брайен завещал замок Леманег своему третьему сыну — Доноху Мак Морроу О'Брайену. Кроме этого замка он завещал ему замок и земли Дромоленде. В 1582 году Доноха Мак Мурроу О'Брайена английский власти обвинили в мятеже и поддержке повстанцев. Ему был вынесен смертный приговор и он был повешен в Лимерике. Все его владения и замки были конфискованы короной Англии. Замок Дромоленде был дарован шерифу — сэру Джорджу Кьюсаку. Но через несколько лет Турлу О'Брайен убил шерифа Кьюсака. Клан О'Брайен пытался вернуть себе замок Дромоленде. IV граф Томонд утверждал, что замок по праву принадлежит ему, а не сыну Доноха — Конору Мак Доно О'Брайену. Чем завершился этот спор — неизвестно.
В 1604 году Конор О'Брайен умер и завещал замок Дромоленде своему сыну Доно. Доно было тогда всего 8 лет. Его матерью была Слейни О'Брайен. Начался спор относительно права собственности на замок Дромоленде между Слейни О'Брайен и IV графом Томонд. Спор решили путем арбитража в 1613 году. Владельцем замка стал граф Томонд, до того лорд Томонд, но он вынужден был выплатить денежную компенсацию Слейни О'Брайен. Когда Доно вырос, он отказался придерживаться этого соглашения. В 1614 году Уильям Старки арендовал замок в Дромоленде у графа Томонда. В 1628 году лорд Томонд умер. Доно продолжал судебные разбирательства в Дублине. В 1629 году Доно получил постановление, по которому «все усадьбы, земли, замки его покойного отца принадлежат ему и он должен был либо получить их в собственность, либо получить денежную компенсацию". Но графы Томонд еще 50 лет продолжали владеть замком и землями Дромоленде. V граф Томонд решил дарить Доно другие земли в качестве компенсации.
Роберт Старки — сын Уильяма Старки имел резиденцию в замке Дромоленде, когда вспыхнуло восстание за независимость Ирландии 1641 года. Роберт Старки бежал. В 1642 году замок Дромоленде захватил полковник Конор О'Брайен из Леманега — сын Доно и Майре Руа. Замок он захватил вместе с капитаном Мак Инергенни — командиром отряда ирландских повстанцев. Конор погиб в бою в 1651 году. Его старший сын Донох, родившийся в 1642 году, унаследовал замок Леманег и претендовал на замок Дромоленде. Кроме того, Донох получил во владение земли от своего сводного брата — Уильяма О'Нейллана (1635—1678).
Роберт Старки возобновил договор аренды замка в 1666 году после реставрации монархии в Англии. Потом замок Дромоленде взял в субаренду полковник Даниэль О'Брайен из замка Карригагольт. Затем — три года спустя в замке жил Томас Вуллкотт из Мойхилл. И наконец, в 1684 году замок перешел в собственность Доноха О'Брайена. Однако, Донох жил преимущественно в замке Леманег.
Разные жители, посетители и гости замка Дромоленде писали о нем в своих заметках. Сэр Донох — I баронет О'Брайен, умерший в 1717 году, писал о замке, что это «прекрасное здание в греческом стиле». Сын Доноха — Луциус О'Брайен тоже умер в 1717 году. У него был сын — Эдварда, ставший II баронетом О'Брайен. Он украсил замок картинами и барельефами. Он также составил проекты постройки нового замка Дромоленде. Томас Роберс и Джон Аэрон представили проекты и чертежи для реконструкции замка и сада Дромоленде. Джон Аэрон был архитектором, он разработал окончательный дизайн замка и усадьбы. Он также разработал проект беседки на холме Таррет-Хилл. Эта беседка была построена для наблюдения за объездкой лошадей. Замок Дромоленде был расширен до десяти отсеков. Строительство двухэтажного четырехугольника было завершено в 1736 году. Эдвард О'Брайен умер в 1765 году.
В 1795 году в «Журнале джентльменов» так писали о замок Дромоленде: «Благородная и прекрасная усадьба — резиденция баронета сэра Луциуса О'Брайена, расположенная в графстве Клэр. Стоит на холме, который медленно поднимается от озера. Усадьба площадью 24 акра расположена среди леса. Три живописных холма возвышаются там, с них открываются виды на реки Фергус и Шеннон...»
Эдвард О'Брайен имел сына — Луциуса О'Брайена. Он стал III баронетом О'Брайен. Он умер в 1794 году и передал замок в наследство сыну — Эдварду О'Брайену — IV баронету О'Брайен. Эдвард решил перестроить замок. В 1821 году в замке родился брат Эдварда, сын Роберта — Джордж О'Брайен. Перестройка замка началась в 1822 году и стоила больше 50 000 — огромные на то время деньги. Братья Пейн предлагали возвести классические конструкции, но Эдвард О'Брайен решил строить замок в неоготическом стиле под влиянием идей Джона Нэша. Джеймс и Джордж Ричард Пейн были учениками Джона Нэша — учились у него в Англии. Здание было завершено в 1835 году. Самуэль Льюис писал о замок Дромоленде в 1837 году: «Это замечательное здание в старинном стиле, которое построено на месте старинного замка, окруженное большой богатой и лесистою местностью, в последнее время приведенной в порядок...»
Эдвард О'Брайен женился на Шарлотте Смит, унаследовал ее состояние и использовал эти средства на строительство своего нового замка. Эдвард и Шарлотта были родителями Уильяма Смита О'Брайена — лидера «Восстания молодых ирландцев» 1848 года. Сэр Эдвард О'Брайен умер в 1837 году. Его старший сын Луций стал V баронетом О'Брайен и XIII бароном Инхиквин.
В 1855 году Берк оставил следующую запись о замке: «Замок построен из темно-синего известняка, с изящным мастерством, вокруг лес площадью более 1 500 акров земли... С холмов открывается великолепный вид на реки Шеннон и Фергус, местность напоминает остров среди озера, что делает замок Дромоленде одной из самых красивых резиденций в Ирландии...»
Замок неплохо сохранился до нашего времени. Замок в стиле неоготики, имеет корончатые башни с гербами вождей клана О'Брайен. На юг от замка раскинулся замечательный парк. В 1902 году Луциус О'Брайен — XV барон Инхиквин на месте старого шлюза XVII века разбил новый сад, окруженный стеной.
В 1962 году Донох О'Брайен — XVI барон Инхиквин из-за сложного финансового положения продал замок Дромоленде и 350 акров земли вокруг него Он построил новый дом Томонд на холме с видом на замок Дромоленде. Он переехал в этот дом, построенный в георгиевском стиле в 1965 году и умер в 1968 году. В этом доме сейчас живет XVIII барон Инхиквин.
Замок Дромоленде купил гражданин США — Бернард П. МакДоно в 1862 году и перестроил его в отель высочайшего класса. Сейчас замок Дромоленде входит в список исторических отелей мира.

## Известные гости замка Дромоленд
Замок посещали и останавливались в нем: Джордж Буш, Берти Ахерн, Романо Проди. Они провели совместную пресс-конференцию в этом замке в 2004 году.
Президент США Джордж Буш жил в этом замке в пятницу, 26 июня 2004 года, во время участия в саммите ЕС-США, проходивший в этом замке. Во время визита в замок президента Буша охраняли около 7000 полицейских, военных и частных сил безопасности.
Замок Дромоленде посещали также: Билл Клинтон, король Испании Хуан Карлос I, Нельсон Мандела, Мухаммед Али, Ричард Брэнсон, Джек Николсон, Джонни Кэш, Майкл Флэтли, Боно и Джон Траволта.